# Championnat de Suisse de hockey sur glace 1939-1940
Saison précédente Saison suivante
La saison 1939-1940 est la 31e saison du championnat de Suisse de hockey sur glace.

## Ligue nationale A
Mobilisés par l'Armée suisse en prévision d'une éventuelle attaque en Suisse pendant la Seconde Guerre mondiale, les meilleurs joueurs suisses sont absents. La saison est donc annulée.